# Parisina (Byron)
Parisina è un poemetto di Lord Byron, scritto tra il 1812 e il 1815 e pubblicato il 13 febbraio 1816 insieme a L'assedio di Corinto.

## Trama
Azo scopre dell'infedeltà della moglie Parisina quando la donna mormora il nome di Ugo nel sonno. Ugo, il figlio di Azo, era fidanzato con Parisina ma il matrimonio fu annullato da Azo, che voleva la donna per sé. Una volta scoperta l'infedeltà della moglie, Azo condanna il figlio a morte e costringe Parisina a guardare il supplizio di Ugo, spingendola così alla pazzia.

## Fonti
Il poemetto si ispira alla storia di Parisina Malatesta, la seconda moglie di Niccolò III d'Este. Quando il marchese di Ferrara scoprì che la moglie lo tradiva con il figlio illegittimo Ugo condannò entrambi a morte. Byron era venuto a conoscenza della storia nel Miscellaneous Works di Edward Gibbon.

## Fortuna
Il poemetto è l'ultimo dei cosiddetti "racconti turchi" e l'unico di essi a non essere ambientato nel mondo Ottomano. Il breve componimento, di appena 587 versi, ebbe il merito di riportare alla ribalta la tragica storia di Parisina. Il poemetto fu musicato rispettivamente da Donizetti e Mascagni nelle opere liriche Parisina d'Este (1833) Parisina (1916). Pochi anni dopo la pubblicazione di Parisina i pittori Thomas Jones Barker e Ford Madox Brown realizzarono dipinti sullo stesso soggetto.